# Eulaira
Eulaira là một chi nhện trong họ Linyphiidae.